# Усойська гребля

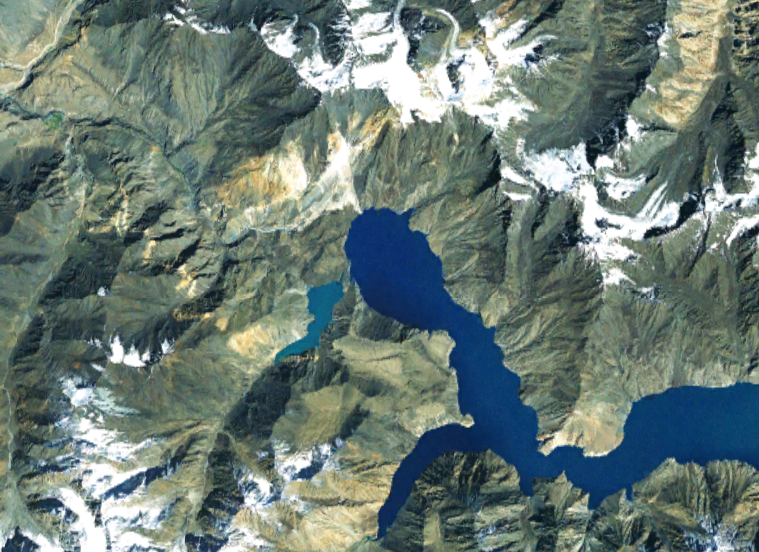
Супутникова світлина Усойської греблі на заході Сарезького озера і маленьке озеро Шадау

38°16′52″ пн. ш. 72°36′48″ сх. д. / 38.281° пн. ш. 72.6134° сх. д.
Усо́йська гре́бля — лавинно-запрудна гребля на річці Мургаб, Таджикистан, Центральна Азія. Має 567 м заввишки, є найвищою греблею у світі. Утворилася 18 лютого 1911 року, після Сарезького землетрусу магнітудою 7,4 бала коли масивний зсув блокував долину річки.
Гребля складається з приблизно 2 км³ скельних порід, що зсунулися з борта долини річки Мургаб, яка перетинає Памір зі сходу на захід. Отримала назву по кишлаку що загинув під завалом у 1911 році. Гребля здіймається на висоту від 500 до 700 м від первісного дна долини.
Після зсуву ґрунту і утворення греблі в річищі було утворено Сарезьке озеро, 55,8 км завдовжки, об'ємом 16,074 км³ води. Вода не тече поверх дамби, що вельми швидко призвело б до її руйнації, а просочується через підмурівок греблі зі швидкістю, яка приблизно відповідає швидкості припливу, зберігаючи рівень озера на відносно сталому рівні. Приплив води становить в середньому близько 45 м³/сек, і втрачається близько 250 мегават.
Геологи побоюються що наступний потужний землетрус зруйнує греблю, що призведе до величезної катастрофічної повені.